# Amfòter
El terme amfòter aplicat a la química, descriu una substància que pot reaccionar indistintament amb un àcid o amb una base. Alguns exemples són els aminoàcids o l'aigua. Força metalls, com el zinc, l'estany, l'alumini i el beril·li, tenen òxids amfòters.
Per exemple, l'òxid de zinc (ZnO) reacciona de manera diferent segons el pH de la solució;
En medi àcid;
ZnO + 2H+ → Zn2+ + H₂O
En medi bàsic:
ZnO + H₂O + 2OH- → [Zn(OH)₄]2-
Aquest efecte, es pot utilitzar per a separar cations d'elements diferents, com és el zinc i el manganès
Els amfòlits són molècules amfotèriques que contenen tant grups àcids com grups bàsics i existiran principalment com zwitterions en certs rangs de pH. El pH en el qual la càrrega mitjana és zero es coneix com el punt isoelèctric de la molècula. Els amfòlits es fan servir per establir un gradient de pH estable per fer-los servir en qüestions isoelèctriques.